# 克拉特卡鎮區 (明尼蘇達州彭寧頓縣)
克拉特卡鎮區（英語：Kratka Township）是位於美國明尼蘇達州彭寧頓縣的一個行政鎮區。

## 地方資料
克拉特卡鎮區的面積為93.17平方千米，當中陸地面積為93.08平方千米，而水域面積為0.09平方千米。根據2020年美國人口普查的數據，當地共有人口145人，而人口密度為每平方千米1.56人。